# Meunasah Lhee
Meunasah Lhee is een bestuurslaag in het regentschap Pidie van de provincie Atjeh, Indonesië. Meunasah Lhee telt 765 inwoners (volkstelling 2010).